# Hamilton (Iowa)
Pour les articles homonymes, voir Hamilton.
Hamilton est une ville des États-Unis située dans le comté de Marion dans l’État de l'Iowa. En 2010, sa population était de 130 habitants.

## Source de la traduction
- (en) Cet article est partiellement ou en totalité issu de l’article de Wikipédia en anglais intitulé « Hamilton, Iowa » (voir la liste des auteurs).